# Lucio Manlio Capitolino Imperioso
Lucio Manlio Capitolino Imperioso (en latín Lucius Manlius Capitolinus Imperiosus) fue dictador romano en el 363 a. C. dam figendi causa.
| Predecesor: Marco Furio Camilo (367 a. C.) | Dictador romano Clavi figendi causa 363 a. C. | Sucesor: Apio Claudio Craso (362 a. C.) |